# La Sône
La Sône település Franciaországban, Isère megyében. Lakosainak száma 614 fő (2022. január 1.). La Sône Chatte, Saint-Hilaire-du-Rosier, Saint-Just-de-Claix és Saint-Romans községekkel határos.

## Népesség
A település népességének változása:
| Lakosok száma | 641  | 665  | 574  | 620  | 591  | 579  | 584  | 585  | 594  | 614  |
|               | 1968 | 1982 | 1990 | 2006 | 2013 | 2015 | 2017 | 2019 | 2020 | 2022 |